# 1696 az irodalomban
Az 1696. év az irodalomban.

## Új művek

### Dráma
- Jean-François Regnard francia szerző híres darabja: Le Joueur (A játékos) (bemutató).

## Halálozások
- április 17.  – Madame de Sévigné, levelezéséről híres francia írónő (* 1626)
- május 10. – Jean de La Bruyère francia író, esszéíró, moralista (* 1645)
- augusztus 9. – Wacław Potocki lengyel költő, író, a lengyel barokk irodalom kiemelkedő alakja (* 1625[1] vagy 1621)